# Herdenking van gesneuvelden
Herdenking van gesneuvelden is een herdenkingsdag in België. Hierbij worden de gesneuvelden bij vredesoperaties herdacht. 

## Geschiedenis
De herdenking werd in 2015 voor het eerst gehouden en vindt steeds plaats op 7 april. Op deze dag werd in 1994 tien Belgische paracommando's vermoord in Rwanda.

## Protocol
Op deze dag moeten de Belgische vlag en eventuele deelstaat vlaggen gehesen worden.